# Espinosa de los Monteros
Espinosa de los Monteros è un comune spagnolo di 1 727 abitanti situato nella comunità autonoma di Castiglia e León.

## Località
Il comune, oltre al capoluogo, comprende le seguenti località:
- Barcenilla
- El Bernacho
- El Bordillo
- Callijuelas
- La Empresa
- Fuenterrabiosa
- El Horno
- Las Hoyas
- La Lamosa
- Lunada
- La Lusa
- Las Nieves
- Río Seco
- Río Trueba
- Pardo
- La Rasa
- La Reguera
- Salcedillo
- La Unguera
- Las Vegas